# 新湾乡
新湾乡，是中华人民共和国江西省九江市修水县下辖的一个乡镇级行政单位。

## 行政区划
新湾乡下辖以下地区：
柴塅村、孟塅村、麻田村、新湾村、饭坑村、回坑村、噪里村和小流村。